# Copa México 1966-67
La Copa México 1966-67 fue la edición número 51 del certamen copero del fútbol mexicano y la número 24 de la era profesional. Inició el 2 de junio de 1966 y concluyó el 17 de julio del mismo año.
León obtuvo su tercer campeonato de copa al ganar al Guadalajara por marcador de 2-1 en la final celebrada en la cancha del Estadio Azteca.

## Sistema de competencia
Se utilizó un modelo tradicional de eliminación directa, donde el equipo con mayor número de goles en el marcador global avanzaba a la siguiente ronda. Ya que el torneo estuvo compuesto únicamente por equipos de la Primera División, no hubo necesidad de realizar una ronda preliminar.
Al contar sólo con 16 equipos, la Copa comenzó directamente en la ronda de octavos de final. Cada ronda se jugó a dos partidos, de visita recíproca. En caso de haya empate, se define con un tiempo extra y en caso de percistir, se llevará a cabo unos tiros desde el punto penal, que solamente lo pateará un jugador por bando.

## Cuadro de desarrollo
|  | Octavos de final | Octavos de final | Octavos de final |                  |       | Cuartos de final | Cuartos de final | Cuartos de final |  |  | Semifinales     | Semifinales     | Semifinales     |  |  | Final       | Final       | Final       |
|  | 2 - 13 de junio  | 2 - 13 de junio  | 2 - 13 de junio  |                  |       | 19 - 25 de junio | 19 - 25 de junio | 19 - 25 de junio |  |  | 3 - 10 de julio | 3 - 10 de julio | 3 - 10 de julio |  |  | 17 de julio | 17 de julio | 17 de julio |
|  |                  |                  |                  |                  |       |                  |                  |                  |  |  |                 |                 |                 |  |  |             |             |             |
|  |                  |                  |                  |                  |       |                  |                  |                  |  |  |                 |                 |                 |  |  |             |             |             |
|  |                  |                  |                  |                  |       |                  |                  |                  |  |  |                 |                 |                 |  |  |             |             |             |
|  | UNAM             | 0                | 0                |                  |       |                  |                  |                  |  |  |                 |                 |                 |  |  |             |             |             |
|  | UNAM             | 0                | 0                |                  |       |                  |                  |                  |  |  |                 |                 |                 |  |  |             |             |             |
|  | León             | 0                | 1                |                  |       |                  |                  |                  |  |  |                 |                 |                 |  |  |             |             |             |
|  | León             | 0                | 1                | León (t.e.)      | 1     | 3                |                  |                  |  |  |                 |                 |                 |  |  |             |             |             |
|  |                  |                  |                  |                  | 1     | 3                |                  |                  |  |  |                 |                 |                 |  |  |             |             |             |
|  |                  | Irapuato         | 1                | 1                |       |                  |                  |                  |  |  |                 |                 |                 |  |  |             |             |             |
|  | Atlas            | Irapuato         | 1                | 1                | 1     | 2                |                  |                  |  |  |                 |                 |                 |  |  |             |             |             |
|  | Atlas            |                  |                  |                  | 1     | 2                |                  |                  |  |  |                 |                 |                 |  |  |             |             |             |
|  | Irapuato         | 1                | 4                |                  |       |                  |                  |                  |  |  |                 |                 |                 |  |  |             |             |             |
|  | Irapuato         | 1                | 4                | León (p.)        | 0     | 1 (6)            |                  |                  |  |  |                 |                 |                 |  |  |             |             |             |
|  |                  |                  |                  |                  | 0     | 1 (6)            |                  |                  |  |  |                 |                 |                 |  |  |             |             |             |
|  |                  | Toluca           | 1                | 0 (3)            |       |                  |                  |                  |  |  |                 |                 |                 |  |  |             |             |             |
|  | Morelia          | Toluca           | 1                | 0 (3)            | 2     | 1                |                  |                  |  |  |                 |                 |                 |  |  |             |             |             |
|  | Morelia          |                  |                  |                  | 2     | 1                |                  |                  |  |  |                 |                 |                 |  |  |             |             |             |
|  | Oro              | 0                | 2                |                  |       |                  |                  |                  |  |  |                 |                 |                 |  |  |             |             |             |
|  | Oro              | 0                | 2                | Morelia          | 1     | 2                |                  |                  |  |  |                 |                 |                 |  |  |             |             |             |
|  |                  |                  |                  |                  | 1     | 2                |                  |                  |  |  |                 |                 |                 |  |  |             |             |             |
|  |                  | Toluca           | 3                | 1                |       |                  |                  |                  |  |  |                 |                 |                 |  |  |             |             |             |
|  | América          | Toluca           | 3                | 1                | 1     | 2                |                  |                  |  |  |                 |                 |                 |  |  |             |             |             |
|  | América          |                  |                  |                  | 1     | 2                |                  |                  |  |  |                 |                 |                 |  |  |             |             |             |
|  | Toluca           | 1                | 4                |                  |       |                  |                  |                  |  |  |                 |                 |                 |  |  |             |             |             |
|  | Toluca           | 1                | 4                | León             | 2     |                  |                  |                  |  |  |                 |                 |                 |  |  |             |             |             |
|  |                  |                  |                  |                  | 2     |                  |                  |                  |  |  |                 |                 |                 |  |  |             |             |             |
|  |                  | Guadalajara      | 1                |                  |       |                  |                  |                  |  |  |                 |                 |                 |  |  |             |             |             |
|  | Ciudad Madero    | Guadalajara      | 1                | 1                | 0 (7) |                  |                  |                  |  |  |                 |                 |                 |  |  |             |             |             |
|  | Ciudad Madero    |                  |                  |                  | 0 (7) |                  |                  |                  |  |  |                 |                 |                 |  |  |             |             |             |
|  | Guadalajara (p.) | 1                | 0 (4)            |                  |       |                  |                  |                  |  |  |                 |                 |                 |  |  |             |             |             |
|  | Guadalajara (p.) | 1                | 0 (4)            | Guadalajara (p.) | 3     | 1 (3)            |                  |                  |  |  |                 |                 |                 |  |  |             |             |             |
|  |                  |                  |                  |                  | 3     | 1 (3)            |                  |                  |  |  |                 |                 |                 |  |  |             |             |             |
|  |                  | Atlante          | 4                | 0 (0)            |       |                  |                  |                  |  |  |                 |                 |                 |  |  |             |             |             |
|  | Veracruz         | Atlante          | 4                | 0 (0)            | 2     | 1                |                  |                  |  |  |                 |                 |                 |  |  |             |             |             |
|  | Veracruz         |                  |                  |                  | 2     | 1                |                  |                  |  |  |                 |                 |                 |  |  |             |             |             |
|  | Atlante          | 1                | 3                |                  |       |                  |                  |                  |  |  |                 |                 |                 |  |  |             |             |             |
|  | Atlante          | 1                | 3                | Guadalajara      | 2     | 1                |                  |                  |  |  |                 |                 |                 |  |  |             |             |             |
|  |                  |                  |                  |                  | 2     | 1                |                  |                  |  |  |                 |                 |                 |  |  |             |             |             |
|  |                  | Necaxa           | 1                | 0                |       |                  |                  |                  |  |  |                 |                 |                 |  |  |             |             |             |
|  | Monterrey        | Necaxa           | 1                | 0                | 4     | 3                |                  |                  |  |  |                 |                 |                 |  |  |             |             |             |
|  | Monterrey        |                  |                  |                  | 4     | 3                |                  |                  |  |  |                 |                 |                 |  |  |             |             |             |
|  | Nuevo León       | 1                | 2                |                  |       |                  |                  |                  |  |  |                 |                 |                 |  |  |             |             |             |
|  | Nuevo León       | 1                | 2                | Monterrey        | 1     | 3 (7)            |                  |                  |  |  |                 |                 |                 |  |  |             |             |             |
|  |                  |                  |                  |                  | 1     | 3 (7)            |                  |                  |  |  |                 |                 |                 |  |  |             |             |             |
|  |                  | Necaxa (p.)      | 0                | 4 (8)            |       |                  |                  |                  |  |  |                 |                 |                 |  |  |             |             |             |
|  | Cruz Azul        | Necaxa (p.)      | 0                | 4 (8)            | 0     | 0                |                  |                  |  |  |                 |                 |                 |  |  |             |             |             |
|  | Cruz Azul        |                  |                  |                  | 0     | 0                |                  |                  |  |  |                 |                 |                 |  |  |             |             |             |
|  | Necaxa           | 0                | 1                |                  |       |                  |                  |                  |  |  |                 |                 |                 |  |  |             |             |             |

### Octavos de final
| 2 de junio de 1966 | Oro | 0:2 (0:1) | Morelia                    | Estadio Jalisco, Guadalajara |                            |
|                    |     |           | Audiffred 40' · Flores 49' | Árbitro(s): Vicente Medina   | Árbitro(s): Vicente Medina |

| 12 de junio de 1966 | Morelia   | 1:2 (1:0) | Oro                              | Estadio Venustiano Carranza, Morelia   |                                        |
|                     | Miloc 19' |           | Campos 45' (pen.) · Castillo 80' | Árbitro(s): Alfonso González Archundia | Árbitro(s): Alfonso González Archundia |

| 2 de junio de 1966 | Atlante     | 1:2 (1:1) | Veracruz                      | Estadio Azteca, Ciudad de México |  |
|                    | Barbosa 16' |           | Didí 14' (pen.) · Ubiracy 55' |                                  |  |

| 13 de junio de 1966 | Veracruz         | 1:3 (1:2) | Atlante                                 | Parque Deportivo Veracruzano, Veracruz |  |
|                     | Batata 5' (pen.) |           | Barbosa 29' · Alvarado 35' · Boggio 71' |                                        |  |

| 4 de junio de 1966 | Monterrey                                                      | 4:1 (3:0) | Nuevo León | Estadio Tecnológico, Monterrey |                             |
|                    | Martínez 33' (a.g.) · Tedesco 37' · Hernández 39' · Chávez 72' |           | Barba 62'  | Árbitro(s): Ricardo Basurto    | Árbitro(s): Ricardo Basurto |

| 11 de junio de 1966 | Nuevo León              | 2:3 (2:2) | Monterrey                               | Estadio Tecnológico, Monterrey |  |
|                     | Álvarez 24' · Barba 40' |           | Rubini 25' · Avilán 35' · Hernández 47' |                                |  |

| 5 de junio de 1966 | León | 0:0 | UNAM | Estadio La Martinica, León de Los Aldama |  |

| 9 de junio de 1966 | UNAM | 0:1 (0:1) | León         | Estadio Universitario, Ciudad de México |                             |
|                    |      |           | Enríquez 21' | Árbitro(s): Ricardo Basurto             | Árbitro(s): Ricardo Basurto |

| 5 de junio de 1966 | Irapuato   | 1:1 (0:1) | Atlas          | Estadio Revolución, Irapuato |                            |
|                    | Olivos 48' |           | Buenrostro 20' | Árbitro(s): Javier Galindo   | Árbitro(s): Javier Galindo |

| 9 de junio de 1966 | Atlas                              | 2:4 (1:1) | Irapuato             | Estadio Jalisco, Guadalajara |  |
|                    | Padilla 44' (pen.) · Rodríguez 85' |           | Ruiz 20, 51, 77, 78' |                              |  |

| 5 de junio de 1966 | Guadalajara  | 1:1 (0:0) | Ciudad Madero | Estadio Jalisco, Guadalajara |                            |
|                    | Valdivia 69' |           | Tafoya 55'    | Árbitro(s): Conrado Lezama   | Árbitro(s): Conrado Lezama |

| 11 de junio de 1966 | Ciudad Madero                                                      | 0:0 (4:7 p.)               | Guadalajara                                                             | Estadio Tamaulipas, Ciudad Madero |  |
|                     |                                                                    | Tiros desde el punto penal |                                                                         |                                   |  |
|                     | - Cortés - Cortés - Cortés - Martell - Martell - Martell - Martell |                            | - Ponce - Ponce - Ponce - Jasso - Jasso - Jasso - Jasso - Jasso - Jasso |                                   |  |

| 5 de junio de 1966 | Toluca     | 1:1 (1:0) | América   | Estadio Luis Dosal, Toluca de Lerdo |                           |
|                    | Pereda 31' |           | Zague 66' | Árbitro(s): Felipe Buergo           | Árbitro(s): Felipe Buergo |

| 12 de junio de 1966 | América                | 2:4 (1:2, 2:2) | Toluca                  | Estadio Azteca, Ciudad de México |                          |
|                     | Mendoza 9' · Zague 87' |                | Pereda 6, 11, 100, 104' | Árbitro(s): Diego Di Leo         | Árbitro(s): Diego Di Leo |

| 7 de junio de 1966 | Necaxa | 0:0 | Cruz Azul | Estadio Azteca, Ciudad de México |  |

| 12 de junio de 1966 | Cruz Azul | 0:1 (0:1) | Necaxa   | Estadio 10 de diciembre, Tula de Allende |                            |
|                     |           |           | Romo 15' | Árbitro(s): Conrado Lezama               | Árbitro(s): Conrado Lezama |

### Cuartos de final
| 19 de junio de 1966 | Irapuato   | 1:1 (1:1) | León     | Estadio Revolución, Irapuato |                          |
|                     | Maciel 37' |           | Mata 35' | Árbitro(s): Héctor Ortíz     | Árbitro(s): Héctor Ortíz |

| 26 de junio de 1966 | León                                    | 3:1 (1:1; 1:1) | Irapuato    | Estadio La Martinica, León de Los Aldama |                             |
|                     | Fuentes 40' · Barajas 112' · Anaya 116' |                | Antuñano 9' | Árbitro(s): Ricardo Basurto              | Árbitro(s): Ricardo Basurto |

| 19 de junio de 1966 | Toluca                               | 3:1 (1:0) | Morelia    | Estadio Luis Dosal, Toluca de Lerdo |                         |
|                     | Linares 19' · Morales 51' · Lara 69' |           | Flores 75' | Árbitro(s): Raúl Osorio             | Árbitro(s): Raúl Osorio |

| 26 de junio de 1966 | Morelia                  | 2:1 (0:1) | Toluca    | Estadio Venustiano Carranza, Morelia |                           |
|                     | Franco 52' · Marotti 60' |           | Zavala 3' | Árbitro(s): Ramiro García            | Árbitro(s): Ramiro García |

| 19 de junio de 1966 | Atlante                                                  | 4:3 (1:1) | Guadalajara                | Estadio Azteca, Ciudad de México |                            |
|                     | Valentím 14' · Boggio 51' · Hernández 53' · Alvarado 55' |           | Onofre 26, 82' · Jasso 75' | Árbitro(s): Javier Galindo       | Árbitro(s): Javier Galindo |

| 26 de junio de 1966 | Guadalajara             | 1:0 (1:0; 1:0) (3:0 p.)    | Atlante     | Estadio Jalisco, Guadalajara |                           |
|                     | Barba 44'               |                            |             | Árbitro(s): Felipe Buergo    | Árbitro(s): Felipe Buergo |
|                     |                         | Tiros desde el punto penal |             |                              |                           |
|                     | - Jasso - Jasso - Jasso |                            | - Hernández |                              |                           |

| 19 de junio de 1966 | Necaxa | 0:1 (0:1) | Monterrey  | Estadio Azteca, Ciudad de México |                            |
|                     |        |           | Rubini 42' | Árbitro(s): Vicente Medina       | Árbitro(s): Vicente Medina |

| 26 de junio de 1966 | Monterrey                                    | 3:4 (1:1; 2:3) (7:8 p.) | Necaxa                                             | Estadio Azteca, Ciudad de México |  |
|                     | Neco 30' · Avilán 59' · da Souza 117' (pen.) |                         | Javan 7' · Majewski 61' · Magaña 84' · Jiménez 92' |                                  |  |

### Semifinal
| 3 de julio de 1966 | Toluca          | 1:0 (0:0) | León | Estadio Luis Dosal, Toluca de Lerdo |                            |
|                    | Epaminondas 60' |           |      | Árbitro(s): Vicente Medina          | Árbitro(s): Vicente Medina |

| 10 de julio de 1966 | León                                            | 1:0 (1:0, 1:0) (6:3 p.)    | Toluca                                                  | Estadio La Martinica, León de Los Aldama |  |
|                     | Mata 4'                                         |                            |                                                         |                                          |  |
|                     |                                                 | Tiros desde el punto penal |                                                         |                                          |  |
|                     | - Anaya - Anaya - Anaya - Anaya - Anaya - Anaya |                            | - Epaminondas - Epaminondas - Epaminondas - Epaminondas |                                          |  |

| 3 de julio de 1966 | Necaxa       | 1:2 (0:0) | Guadalajara              | Estadio Azteca, Ciudad de México |                         |
|                    | Martínez 73' |           | Onofre 56' · Sánchez 82' | Árbitro(s): Raúl Osorio          | Árbitro(s): Raúl Osorio |

| 10 de julio de 1966 | Guadalajara | 1:0 (0:0) | Necaxa | Estadio Jalisco, Guadalajara |                           |
|                     | Onofre 73'  |           |        | Árbitro(s): Ramiro García    | Árbitro(s): Ramiro García |

### Final
| 17 de julio de 1966 | León                     | 2:1 (1:0) | Guadalajara      | Estadio Azteca, Ciudad de México                                  |                                                                   |
|                     | Enríquez 29' · Anaya 61' |           | Jasso 72' (pen.) | Asistencia: 60 000 espectadores Árbitro(s): Abel Aguilar Elizalde | Asistencia: 60 000 espectadores Árbitro(s): Abel Aguilar Elizalde |

|       | POR   | Marcos Gallardo   |  |
|       | DEF   | Arnulfo Cardona   |  |
|       | DEF   | Gil Loza          |  |
|       | DEF   | Efraín Loza       |  |
|       | DEF   | Roberto López     |  |
|       | MED   | Pachuco López     |  |
|       | MED   | Salvador Enríquez |  |
|       | DEL   | Jorge Barajas     |  |
|       | DEL   | Gabriel Mata      |  |
|       | DEL   | Sergio Anaya      |  |
|       | DEL   | Amador Fuentes    |  |
| D. T. | D. T. | Luis Grill        |  |

|       | POR   | Gilberto Rodríguez   |     |
|       | DEF   | Javier Valle         | 45' |
|       | DEF   | Juan Jasso           |     |
|       | DEF   | Ignacio Sevilla      |     |
|       | DEF   | José Villegas        |     |
|       | MED   | Sabás Ponce          |     |
|       | MED   | Alberto Guerra       |     |
|       | DEL   | Javier Barba         |     |
|       | DEL   | Javier Valdivia      |     |
|       | DEL   | Alberto Onofre       |     |
|       | DEL   | Fernando Vera Castro | 63' |
| D. T. | D. T. | Javier de la Torre   |     |

|  | DEF | Ramón Fletes         | 45' |
|  | DEL | Manuel Sánchez Pérez | 63' |

| 29' · 61' | Salvador Enríquez Sergio Anaya | 1:0 2:0 |

| 72' (pen.) | Juan Jasso | 2:1 |

| Principal | Abel Aguilar Elizalde |

|       | POR   | Marcos Gallardo   |  |
|       | DEF   | Arnulfo Cardona   |  |
|       | DEF   | Gil Loza          |  |
|       | DEF   | Efraín Loza       |  |
|       | DEF   | Roberto López     |  |
|       | MED   | Pachuco López     |  |
|       | MED   | Salvador Enríquez |  |
|       | DEL   | Jorge Barajas     |  |
|       | DEL   | Gabriel Mata      |  |
|       | DEL   | Sergio Anaya      |  |
|       | DEL   | Amador Fuentes    |  |
| D. T. | D. T. | Luis Grill        |  |

|       | POR   | Gilberto Rodríguez   |     |
|       | DEF   | Javier Valle         | 45' |
|       | DEF   | Juan Jasso           |     |
|       | DEF   | Ignacio Sevilla      |     |
|       | DEF   | José Villegas        |     |
|       | MED   | Sabás Ponce          |     |
|       | MED   | Alberto Guerra       |     |
|       | DEL   | Javier Barba         |     |
|       | DEL   | Javier Valdivia      |     |
|       | DEL   | Alberto Onofre       |     |
|       | DEL   | Fernando Vera Castro | 63' |
| D. T. | D. T. | Javier de la Torre   |     |

|  | DEF | Ramón Fletes         | 45' |
|  | DEL | Manuel Sánchez Pérez | 63' |

| 29' · 61' | Salvador Enríquez Sergio Anaya | 1:0 2:0 |

| 72' (pen.) | Juan Jasso | 2:1 |

| Principal | Abel Aguilar Elizalde |

|       | POR   | Marcos Gallardo   |  |
|       | DEF   | Arnulfo Cardona   |  |
|       | DEF   | Gil Loza          |  |
|       | DEF   | Efraín Loza       |  |
|       | DEF   | Roberto López     |  |
|       | MED   | Pachuco López     |  |
|       | MED   | Salvador Enríquez |  |
|       | DEL   | Jorge Barajas     |  |
|       | DEL   | Gabriel Mata      |  |
|       | DEL   | Sergio Anaya      |  |
|       | DEL   | Amador Fuentes    |  |
| D. T. | D. T. | Luis Grill        |  |

|       | POR   | Gilberto Rodríguez   |     |
|       | DEF   | Javier Valle         | 45' |
|       | DEF   | Juan Jasso           |     |
|       | DEF   | Ignacio Sevilla      |     |
|       | DEF   | José Villegas        |     |
|       | MED   | Sabás Ponce          |     |
|       | MED   | Alberto Guerra       |     |
|       | DEL   | Javier Barba         |     |
|       | DEL   | Javier Valdivia      |     |
|       | DEL   | Alberto Onofre       |     |
|       | DEL   | Fernando Vera Castro | 63' |
| D. T. | D. T. | Javier de la Torre   |     |

|  | DEF | Ramón Fletes         | 45' |
|  | DEL | Manuel Sánchez Pérez | 63' |

| 29' · 61' | Salvador Enríquez Sergio Anaya | 1:0 2:0 |

| 72' (pen.) | Juan Jasso | 2:1 |

| Principal | Abel Aguilar Elizalde |

|       | POR   | Marcos Gallardo   |  |
|       | DEF   | Arnulfo Cardona   |  |
|       | DEF   | Gil Loza          |  |
|       | DEF   | Efraín Loza       |  |
|       | DEF   | Roberto López     |  |
|       | MED   | Pachuco López     |  |
|       | MED   | Salvador Enríquez |  |
|       | DEL   | Jorge Barajas     |  |
|       | DEL   | Gabriel Mata      |  |
|       | DEL   | Sergio Anaya      |  |
|       | DEL   | Amador Fuentes    |  |
| D. T. | D. T. | Luis Grill        |  |

|       | POR   | Gilberto Rodríguez   |     |
|       | DEF   | Javier Valle         | 45' |
|       | DEF   | Juan Jasso           |     |
|       | DEF   | Ignacio Sevilla      |     |
|       | DEF   | José Villegas        |     |
|       | MED   | Sabás Ponce          |     |
|       | MED   | Alberto Guerra       |     |
|       | DEL   | Javier Barba         |     |
|       | DEL   | Javier Valdivia      |     |
|       | DEL   | Alberto Onofre       |     |
|       | DEL   | Fernando Vera Castro | 63' |
| D. T. | D. T. | Javier de la Torre   |     |

|  | DEF | Ramón Fletes         | 45' |
|  | DEL | Manuel Sánchez Pérez | 63' |

| 29' · 61' | Salvador Enríquez Sergio Anaya | 1:0 2:0 |

| 72' (pen.) | Juan Jasso | 2:1 |

| Principal | Abel Aguilar Elizalde |

|                 |
| León 3er título |

## Goleadores
| Jugador        | Club        | Goles |
| -------------- | ----------- | ----- |
| Vicente Pereda | Toluca      | 5     |
| Alberto Onofre | Guadalajara | 4     |
| Salvador Ruiz  | Irapuato    | 4     |